# Marriage in Transit
Marriage in Transit è un film muto del 1925 diretto da Roy William Neill.

## Produzione
Il film fu prodotto dalla Fox Film Corporation.

## Distribuzione
Distribuito dalla Fox Film Corporation, il film uscì nelle sale cinematografiche USA il 29 marzo 1925.